# Bonk's Adventure
Bonk's Adventure è un videogioco a piattaforme 2D sviluppato dalla Red Company e dalla Atlus e pubblicato nel 1990 per TurboGrafx-16.
In Giappone è conosciuto con il titolo PC Genjin un gioco di parole con PC Engine. Il videogioco fu convertito per NES, Game Boy, Amiga, Arcade con differenti titoli (FC Genjin, GB Genjin e BC Genjin) ed è stato reso disponibile per Virtual Console per Nintendo e PlayStation Store.